# Andrew E. Lange
Andrew E. Lange (* 23. Juli 1957 in Urbana (Illinois); † 22. Januar 2010) war ein Astrophysiker und Goldberger-Professor für Physik am California Institute of Technology in Pasadena (Kalifornien). Lange kam 1993 zum Caltech und war zuletzt Vorsitzender des Departments für Physik, Mathematik und Astronomie. Der Präsident des Caltech Jean-Lou Chameau nannte Lange einen wahrhaft großen Physiker und Astronomen, der bahnbrechende Entdeckungen in der beobachtenden Kosmologie erreichte ("a truly great physicist and astronomer who had made seminal discoveries in observational cosmology").

## Ausbildung
Lange erhielt den BA in Physik an der Princeton University 1980 und den Ph.D. in Physik an der University of California, Berkeley 1987. Er kam 1993/94 zum Caltech als Gastprofessor und wurde 1994 Professor. 2001 wurde er zum Goldberger-Professor ernannt und 2006 senior research scientist am Jet Propulsion Laboratory.

## Beobachtungen der kosmischen Hintergrundstrahlung
Langes Forschungsinteressen fokussierten sich auf die Hintergrundstrahlung (CMB) und die Instrumente, um diese zu erforschen. Er entwickelte eine neue Generation von Radioempfängern für die Hintergrundstrahlung.

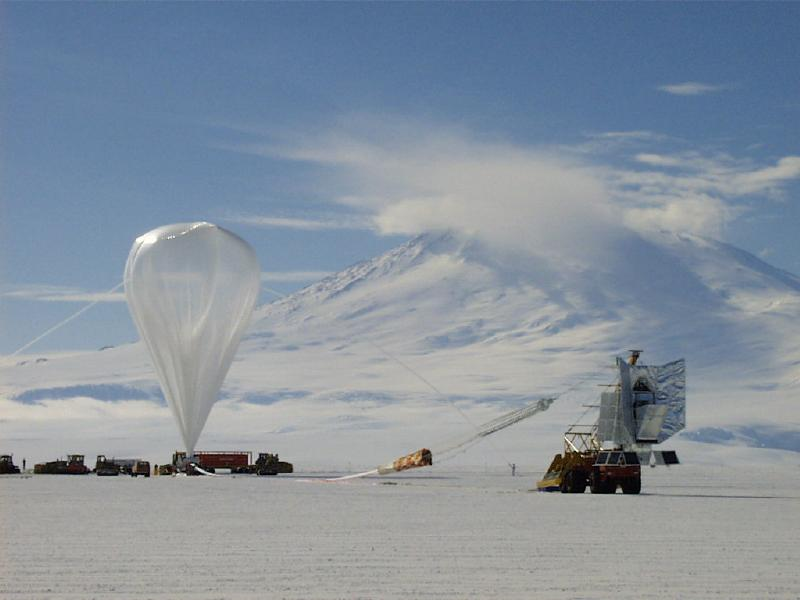
Das BOOMERanG Teleskop bei den Startvorbereitungen

1987 veröffentlichte ein japanisch-amerikanisches Team unter der Leitung von Lange, Paul Linford Richards der UC Berkeley und Toshio Matsumoto der Nagoya Universität die Behauptung, dass das Spektrum der Hintergrundstrahlung nicht der eines schwarzen Körpers entspricht. Mit Raketenexperimenten stellten sie Abweichungen von 0,5 bis 0,7 mm in der Wellenlänge fest. Mit den Ergebnissen wurde die Theorie des Urknalls angezweifelt und die rivalisierende Steady-State-Theorie gestützt. Jedoch wurde mit einer weiteren Veröffentlichung im Jahre 1992 durch die Ergebnisse der präziseren Spektrumsmessungen der Satelliten FIRAS und COBE eine perfekte Kurve für schwarze Körper mit einer Temperatur von 2,73 Kelvin bestimmt und somit die alte Veröffentlichung zurückgezogen.
Später war Lange Principal Investigator des BOOMERanG-Ballon-Experiments, welches 1998 die geometrische Flachheit des Universums mit hoher Präzession bestätigte und somit auch das inflationäre Universum. Zuletzt leitete er die US-Delegation für die Zusammenarbeit mit dem europäischen Planck-Weltraumteleskop, das im Mai 2009 startete, um die Hintergrundstrahlung und Gravitationswellen zu untersuchen.

## Preise und Auszeichnungen
2003 wurden Lange und Saul Perlmutter vom Lawrence Berkeley National Laboratory in Berkeley gemeinsam als „California Scientists of the Year“ durch das California ScienCenter ausgezeichnet. Lange wurde 2001 Fellow der American Physical Society, war Mitglied der American Academy of Arts and Sciences und wurde 2004 in die National Academy of Sciences für Physik gewählt. 2006 teilte er sich den Balzan-Preis in beobachtender Astronomie und Astrophysik mit Paolo de Bernardis aus Italien. 2009 erhielt er den Dan-David-Preis (in Astrophysik) für seine Beiträge zum Verständnis des Urknalls.

## Tod
Andrew Lange ging am 21. Januar 2010 in ein Hotel und wurde am nächsten Tage tot aufgefunden. Laut den Aussagen von Detective Lt. John Dewar vom Pasadena Police Department beging Lange Selbstmord.